# Пожарная охрана блокадного Ленинграда

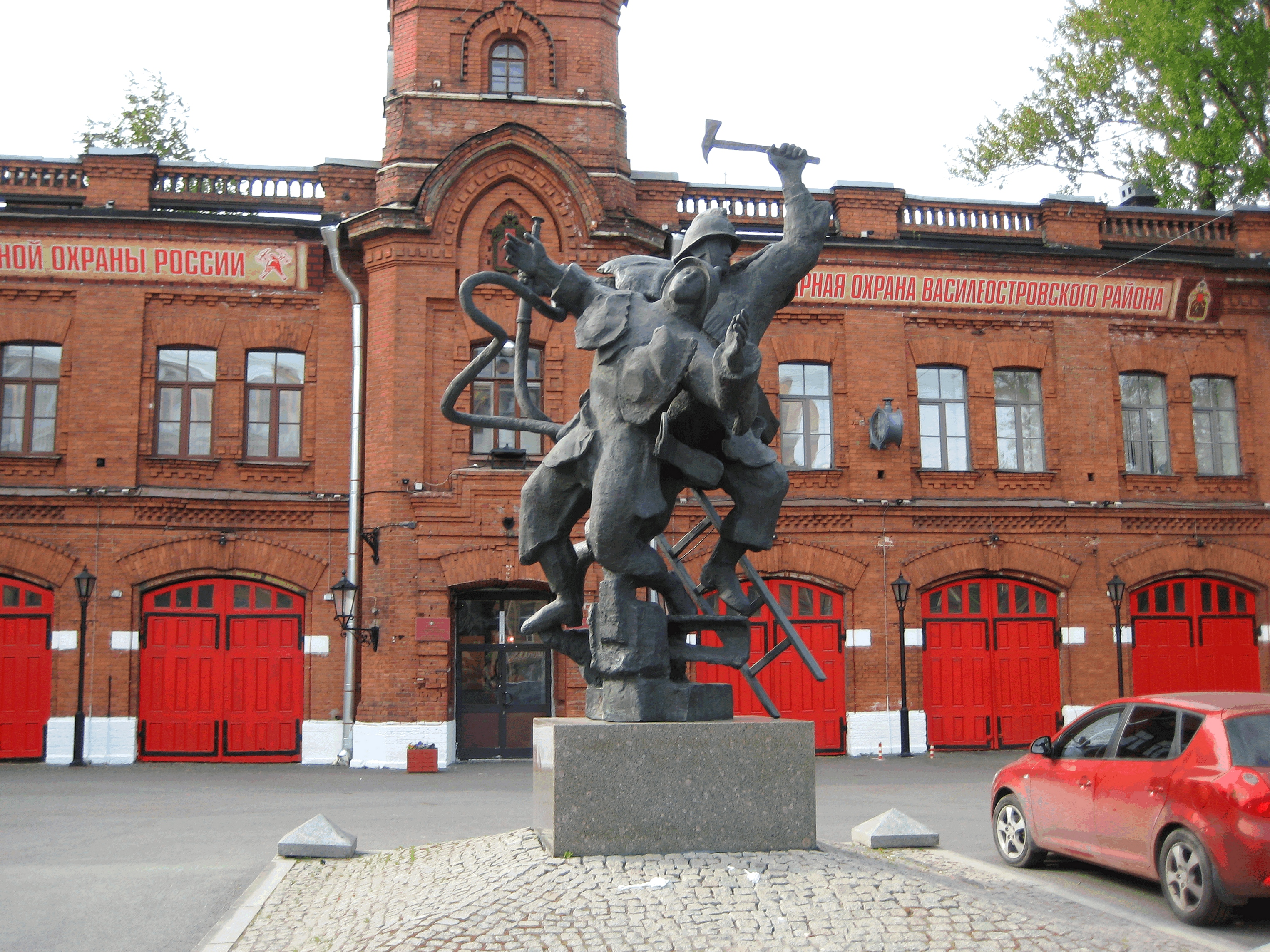
Санкт-Петербург. Памятник героям-пожарным Ленинграда

Пожа́рная охра́на блока́дного Ленингра́да — работа пожарных в условиях военного времени и блокады города — при вражеских налётах, непрерывных обстрелах, массового сброса зажигательных бомб, холода и голода; комплекс мер, направленный на защиту Ленинграда от огня в дни блокады во время Великой Отечественной войны.

## Пожарная охрана Ленинграда в Великой Отечественной войне
К 16 час. 30 мин. 22 июня 1941 года силы и средства местной противовоздушной обороны (МПВО) Ленинграда были приведены в полную боевую готовность.
24 июня 1941 г. было принято решение исполнительного комитета Ленинградского городского Совета трудящихся (Ленгорисполком) и бюро городского комитета ВКП(б) «О мероприятиях по усилению противопожарной защиты города Ленинграда». Пожарные части работали в тесной связи с объектовыми и участковыми командами МПВО. В августе 1941 года были организованы районные управления пожарной охраны (РУПО), которые объединили все пожарные подразделения внутри районов. Пожарную охрану возглавил штаб пожарной службы МПВО Ленинграда. Во вновь созданных районных отделениях пожарных формировались оперативные группы, которые после бомбардировок с воздуха занимались своевременной ликвидацией многочисленных пожаров. С первых дней войны пожарные города — на передовой, в борьбе с огнем, бомбами, обстрелами, завалами. В сентябре в Ленинграде было зарегистрировано 11 528 пожаров. Пожарная служба МПВО города начала свою работу в составе начальника службы — полковника М. К. Серикова, начальника штаба — интенданта 2-го ранга Кончаева Б. И., комиссара — Петрова Г. П., заместителей начальника штаба — лейтенантов госбезопасности Румянцева В. И. и Тарвида Г. Г., начальника тыла — лейтенанта госбезопасности Демьяненко М. Н. и начальника связи — лейтенанта госбезопасности Новикова В. Я. Всего в состав штаба, укрепленного организационно и усиленного руководящими кадрами, вошли 49 человек. Руководящий состав штаба возглавил все участки оперативной деятельности — профилактику, пожаротушение, технику, связь, материальное обеспечение.
В МВПО Ленинграда в 1941 году состояло на службе 11590 человек. В короткий срок пожарные команды при самом активном содействии населения приспособили для тушения пожаров 228 существующих в городе водоемов. Были вырыты 272 искусственных водохранилища общей емкостью 120 тыс. кубометров. В дополнение к этому соорудили 142 водяных резервуара, восстановили 16 артезианских скважин. На берегах Невы и её притоков построили 156 пирсов. В ходе подготовки города к противопожарной обороне были снесены 50,1 тыс. деревянных сараев и других сгораемых надворных построек, покрыты огнезащитной суперфосфатной обмазкой конструкции чердачных помещений более 19 млн квадратных метров, завезены в дома, подняты на чердаки и лестницы более 100 тыс. кубометров песка, заготовлено около 100 тыс. бочек с водой. В августе-сентябре 1941, Когда возникла непосредственная угроза вражеского вторжения в город, по ходатайству Управления военизированной пожарной охраны приказом Военного совета Ленинградского фронта из личного состава городских и объектовых пожарных команд формируют 11 стрелковых батальонов. Они должны были охранять сектора внутренней обороны, приближенные к районам постоянной дислокации команд. Позднее эти батальоны свели в отдельную дивизию пожарной охраны, состоящую из 3 полков. Ей отводили участок обороны на ближних подступах к городу. За короткий срок пожарная дивизия стала надежно подготовленным войсковым соединением, снабженным необходимым вооружением и боеприпасами. Командиром дивизии был назначен начальник Управления военизированной пожарной охраны города полковник М. К. Сериков, начальником штаба — полковник В. П. Верин, комиссаром — полковой комиссар Г. П. Петров. Батальонами командовали начальники территориальных районных управлений пожарной охраны.
4 сентября 1941 года ленинградцы услышали непривычный свист и грохот — на улицах разорвались первые артиллерийские снаряды от 240-миллиметровых орудий. 8 сентября в день начала блокады Ленинграда в результате массированной воздушной бомбардировки в течение 2 часов на город были сброшены 6327 фугасных и зажигательных бомб. Мишенью в основном стал Московский район. Возникли 178 пожаров. К этому времени в городе находилось более 2,5 млн человек, в том числе около 400 тыс. детей (кроме того, в пригородных районах, которые также очутились в черте блокады, осталось 343 тыс. человек).
В сентябре 1941 года Ленинград подвергался бомбардировкам 23 раза, в октябре — 38 раз, в ноябре — 36 раз. При этом в течение суток совершались до 10 налетов, которые длились до 5-6 часов и даже более. За те же 3 месяца город ежедневно обстреливали из тяжелых орудий, которые выстрелили свыше 30 тыс. снарядов.
Серьёзным испытанием стал пожар на Бадаевских складах 8 сентября 1941 года. «По мостовой текли реки расплавленного сахара. Смрадный запах пропитал воздух, трудно было дышать. Небо было застлано густыми облаками дыма. Над головой трещали пулеметные залпы, свистели пули, воздух сотрясали громкие разрывы фугасных бомб». Многочисленные деревянные постройки, теснившиеся на весьма обширной территории, стали буквально засыпаться зажигательными бомбами. Примитивные старые строения, возведенные ещё в 1914 году петербургским купцом 1-й гильдии С. И. Растеряевым, были расположены довольно скученно. Загорания возникали одновременно во многих местах, и огонь стремительно перебрасывался с одного склада на другой. Высокая температура окружающей среды и сильное задымление препятствовали тушению. В результате пожара, по городу стали распространяться панические слухи, что в огне сгорели якобы все продовольственные запасы для снабжения многомиллионного города, что на фоне масштабности пожара, артиллерийских обстрелов и авиаударов казалось пугающей реальностью. Позже было установлено, что слухи были ложными, но несмотря на это, обеспокоенность среди жителей, что город может остаться без продовольствия в условиях скорой зимы только нарастала. Создать стратегические запасы продовольствия для города с населением 3 млн человек было практически невозможно. Чтобы препятствовать работе пожарных, фашисты сбросили фугасные бомбы прямо в горящие склады и на бреющем полете обстреливали место пожара. Несмотря на все трудности, к 22 часам пожар удалось в основном локализовать. Из 441 постройки общей площадью 26 тыс. квадратных метров полностью сгорели 41. Пожарная охрана понесла первые потери…
19 сентября 1941 года в 16.30 прозвучал сигнал Воздушной тревоги, четвёртый в этот день (всего за день их было 6). Авиация противника в тот день сбросила 528 фугасных и 1435 зажигательных бомб, в результате чего в разных районах города возникли 89 пожаров. Многие жители укрылись в бомбоубежищах. Многие, но не персонал эвакогоспиталя по адресу: Суворовский проспект, д. 50-52. Накануне ночью сюда поступила большая партия раненых, около тысячи человек. Врачи, медсестры, обслуживающий персонал сбились с ног. А тут ещё и тревога… Над госпиталем пролетел всего один вражеский бомбардировщик. Но он бил точно в цель. Несколько десятков фугасных и зажигательных бомб попали в госпиталь. Здание вспыхнуло, как спичка, обвалились сразу три капитальные стены и три из пяти лестничных клеток, поэтому выйти из здания было очень трудно. К прибытию основных пожарных сил половина госпиталя была уже охвачена пламенем, все помещения сильно задымлены. Пожарные ловили людей на одеяла, лежачих выносили на руках, пока все входы и выходы не закрыл огонь и дым. Последствия пожара были ужасны: около 600 человек погибли. Пять с половиной часов пожарные боролись с огнем, и им это удалось. В память о событиях 19 сентября 1941 года 9 мая 1995 года на стене госпиталя открыли мемориальную доску. В течение сентября, октября и ноября 1941 г. в городе возникли 1739 пожаров, не считая мелких загораний. Все пожары были ограничены пределами горящих зданий. Во время их тушения были спасены 460 человек.
Пожарным активно помогали ленинградцы. К началу сентября 1941 года было создано около 6 тысяч пожарных звеньев на промышленных предприятиях и более 2 тысяч — в домохозяйствах. Жители Ленинграда учились обезвреживать зажигательные бомбы и тушить пожары. На предприятиях, в учреждениях, школах, больницах проводились практические занятия.
Пожарные команды при поддержке населения приспособили для тушения множество водоемов. Бороться с огнем помогала не только вода, но и песок, который привозили с пляжа Петропавловской крепости. Для того, чтобы уменьшить возгораемость деревянных чердаков Государственный институт прикладной химии предложил раствор суперфосфата в воде. Такой суперфосфатной обмазкой дважды были покрыты 90 % всех чердачные конструкции в городе.
Эта работа принесла результаты. По данным управления пожарной охраны города, 86,2 % всех пожаров и загораний, возникших за 4 месяца 1941 г., были непосредственно ликвидированы противопожарными формированиями из населения, рабочих и служащих.
24 сентября 1941 года во время пожара на Ижорском заводе загорелись ящики с боеприпасами. В течение нескольких минут, в результате отважных действий пожарных несмотря на угрозу неминуемого взрыва, пожар был ликвидирован. Предотвращена опасность взрыва. Боеприпасы спасены.
Зимой 1941—1942 гг. участились случаи бытовых пожаров. Появилось множество разнообразных самодельных печек-времянок, представляющих в условиях блокады серьёзную опасность. Вместе с тем, люди, ослабевшие от голода, утратили осторожность в обращении с огнем. Печи-времянки и «коптилки» часто оставляли без присмотра. Обессилевший, с трудом согревшийся человек засыпал у тлеющих щепочек своей печурки и нередко навсегда. В целях обеспечения пожарной безопасности была проведена массовая проверка правильности установки временных печей с выдачей специальных разрешений на их эксплуатацию. Проверка сопровождалась массово-разъяснительной работой на предприятиях, в учреждениях, красных уголках домохозяйств и непосредственно в квартирах. В городе были проверены 125 тыс. приборов отопления, из которых 9967 печей-времянок пришлось разобрать из-за их явной пожарной опасности. Во многих случаях, разбирая пожароопасную времянку, пожарные работники её тут же переделывали и устанавливали вновь. Это стало правилом, когда дело происходило в семье фронтовика, в квартирах слабых и больных людей, у стариков, детей, в больницах и детских учреждениях. Проверка печей-времянок носила очень широкий и массовый характер. Сложилась новая форма профилактической работы — так называемые «массовые противопожарные рейды».
Положение пожарной охраны Ленинграда к концу 1941 г. было особенно тяжелым. Большое количество пожарных автомобилей (в иные дни — до 80 %) простаивали из-за отсутствия горючего и невозможности ремонта. Иссякли запасы пожарных рукавов, утраченных на осенних пожарах 1941 г. и испорченных из-за отсутствия условий для элементарной сушки и ремонта. «Рукавная проблема» стала очень острой. Смертность личного состава пожарной охраны от голода приобретает катастрофические масштабы. К 1 января 1942 г. в подразделениях умерли от истощения более 300 человек. К середине января 1942 г. число «лежачих» больных составляло почти 40 % от всего личного состава. Оставшиеся в строю пожарные были настолько слабы, что почти не могли работать. Для обеспечения маневрирования стволом во время пожаров приходилось ставить на 1 ствол несколько человек. Резко снизилась сопротивляемость организма воздействию дыма и монооксиду углерода — на каждом пожаре 3-5 человек «выходили из строя» в результате отравления. Нередко происходили голодные обмороки.
В том же январе городские власти приравняли пожарную службу к бойцам на передовой, с Большой земли были доставлены новые пожарные рукава, на помощь прибыли 400 человек личного состава.
Каждый пожар зимой 1942 года становился тяжелейшим испытанием для людей. В водопроводе нет воды, пожарные рукава из-за сильных морозов замерзают и остаются лежать после того, как пожар ликвидирован, потому что собрать, высушить и привести оборудование в порядок, нет сил.
14 января 1942 года возникло более сорока пожаров. Самый большой из них в Гостином дворе в ночь с 13 на 14 января 1942 года. Горели магазины на первом и втором этажах Невской линии со стороны Думской улицы. Огонь угрожал Публичной библиотеке.
К месту пожара было направлено одно отделение 17-й команды, которое только что вернулось с другого пожара. Больше в городе свободных сил не было. Прибывшему к месту пожара начальнику штаба противопожарной службы города Борису Кончаеву доложили о том, что воды в канале Грибоедова нет — канал промерз до дна.
Тушить пожар было нечем, поэтому было решено разбирать конструкции вручную, чтобы огонь не распространился дальше. Но сил не хватало. На помощь прибыли курсанты школы младшего комсостава, автоцистерна завода «Большевик», 25-я и 26-я пожарные команды, бойцы комсомольского противопожарного полка. Голодные, усталые, они перепиливали вручную толстые бревна перекрытий, разбирали крепко сколоченные полы, подшивку потолков и «черные полы».
К утру 14-го января Гостиный двор и Публичную библиотеку удалось отстоять от огня. Это удалось сделать без единой капли воды силами людей, которые уже давно голодали и страдали от холода в заснеженном обессиленном Ленинграде. К этому времени из 430 отделений боевых расчетов в строю оставалось 108 отделений — ослабленных и недоукомплектованных личным составом. Автонасосы в оставшихся 108 отделениях стояли практически без горючего.
В начале мая 1943 года крупные и сложные пожары вновь потребовали мобилизации всех сил гарнизона. В этот период в город стало поступать большое количество жидкого топлива. Враг начал интенсивный обстрел нефтебаз и хранилищ горючего на предприятиях. Эти пожары были трудными и их тушение требовало исключительной отваги и бесстрашия пожарных. Проверкой мужества, мастерства и стойкости сотрудников гарнизона пожарной охраны города стал один из самых сложных пожаров на нефтебазе «Красный нефтяник». 3 мая 1943 года в 14 часов 06 минуты начался артиллерийский обстрел Кировского и Московского районов города. Через несколько минут, в 14.22, противник внезапно перенес огонь на территорию нефтебазы, где был сосредоточен один из основных запасов нефтепродуктов осажденного города. В 46 резервуарах хранилось около 5000 кубических метров бензина, керосина и масла. В условиях военного времени это была огромная ценность, сравнимая только с продовольствием. Резервуары бензиновой, керосиновой и масляной групп, установленные друг за другом с юга на север, густо покрывали территорию базы. По характеру размещения резервуаров, по насыщенности горючими веществами база представляла одно из самых пожароопасных мест в городе.
Первый снаряд, упавший на территорию базы, попал в цистерну, стоявшую на подъездном пути. В пробоины хлынула горящая солярка. К месту пожара прибыли два автонасоса местной команды и два насоса 26-й пожарной команды. Одновременно был дан сигнал о вызове дополнительных сил и средств. Обстрел продолжался… Два крупнокалиберных снаряда попали в резервуары масляной группы, где хранилось около 500 тонн машинного масла, следующий — попал в резервуар с соляркой.
Огненные потоки устремились в сторону резервуаров керосиновой группы. Высоко над базой поднялся столб маслянисто-чёрного дыма. По этому ориентиру продолжала бить вражеская артиллерия. В районе базы все время кружил самолёт-корректировщик.
Руководство тушением этого сложнейшего пожара возглавил начальник УПО Михаил Сериков. Силы и средства всего гарнизона стягивались к нефтебазе, территория которой была разделена на три сектора. Обстановка была исключительно напряженной и требовала самоотверженной работы. Подразделения несли потери в людях и технике, но борьба с огнем не прекращалась. В 16 часов 32 минуты артиллерийский обстрел усилился, что могло привести к возникновению новых очагов пожара.
В адрес начальника Управления НКВД была отправлена следующая телеграмма: «Прошу дать команду подавления огня противника. Несу потери в личном составе. Сериков».
Командование Ленинградским фронтом пришло на помощь пожарным… Через 25 минут вражеская артиллерия вынуждена была прекратить обстрел. И огонь отступил… В этом сражении с огнем пожарные потеряли двух человек убитыми, семнадцать человек были ранены, шестеро контужены, трое получили сильные ожоги. Серьёзно была повреждена пожарная техника.
Под непрерывными бомбежками, под разрывами снарядов, голодные, замерзшие люди вели упорную борьбу с огнем, не зная ни сна, ни отдыха. Когда звучали сигналы воздушной тревоги и население укрывалось в убежищах, пожарные оставались на линии огня, ликвидируя загорания, спасая людей из завалов.
Всего за блокаду на 1 квадратный километр в городе было сброшено 16 фугасных, свыше 320 зажигательных бомб и 480 снарядов. Личный состав пожарной охраны потерял за время блокады 1593 человека, умерших от голода, болезней и ранений. Без вести пропали 210 человек, 308 бойцов погибли.
1 февраля 1944 года Военный Совет фронта просит пожарную охрану помочь спасти Екатерининский дворец в Пушкине. На место пожара отправляется сводный отряд из десяти команд, сформированных из самых квалифицированных экипажей. Руководит операцией начальник штаба противопожарной службы Ленинграда Борис Кончаев.
Начальник 31-й пушкинской пожарной команды Алексей Лисенков доложил, что горит второй этаж главного корпуса дворца, огонь перешёл на Зубовский флигель.
Дворец после отступления гитлеровцев был в ужасном состоянии, разграблен и разбит, но решено было спасти все, что не уничтожено. На озере установили насосы, протянули магистральные рукавные линии, наступление на огонь началось. Но пожарным не каждый день приходилось тушить пожары дворцов, подобных Екатерининскому. Сказались свои сложности. Пожарные не знали конструкций здания. Металлические балки оказались не на наружных стенах, как обычно, а на внутренних, и схвачены Т-образными скобами с другой стороны стен. Когда температура достигла предела, балки деформировались, и внутренняя стена развалилась. Произошло обрушение двух звеньев перекрытий вместе с боевым расчетом пушкинской 31-й команды. Двоих пожарных успели извлечь из-под обломков с тяжелыми ожогами шеи и рук. Только на третьи сутки операция по спасению дворца закончилась. Огонь был полностью остановлен, предотвращен подготовленный фашистами взрыв авиабомб, сохранена часть Зубовского флигеля. Первый этаж совершенно не пострадал.
За 900 дней блокады фашисты сбросили на него 4638 фугасных бомб различного калибра, 103 тыс. зажигательных бомб, выпустили более 148 тыс. тяжелых артиллерийских снарядов. В среднем по городу ежедневно производили 245 выстрелов. На каждый 1 квадратный километр городской территории приходились 16 фугасных, свыше 320 зажигательных бомб и 480 снарядов. 13455 пожаров возникло в городе от вражеских поражений, из них 12580 — от зажигательных авиабомб, 590 — от артснарядов, 285 — от фугасных авиабомб. Город потерял более 5 млн квадратных метров жилой площади. Из строя были выведены полностью или частично 10 317 зданий различного назначения, 840 промышленных предприятий, разрушены 44 км водопроводных и 75 км канализационных труб. Денежный ущерб, нанесенный Ленинграду, составил 26 миллиардов рублей.
Блокада причинила большой ущерб пожарной охране города и области. Непосредственно в очагах пожаров при исполнении служебного долга погибли 308 бойцов и командиров. Были случаи, когда на пожарах при бомбежках, артиллерийских обстрелах, обвалах погибали целые подразделения. Так, например, при обвале стены во время пожара на ул. Боровой под её обломками были сразу погребены 17 человек личного состава. При пожаре на текстильной фабрике «Равенство» на ул. Калинина погибло отделение 10-й Военизированной городской пожарной команды во главе с политруком Я. Ф. Садовниковым. Всего за время блокады из личного состава пожарной охраны умерли от голода, болезней и ранений 1593 человека.
За годы войны пожарная охрана города на Неве понесла потери:
252 человека убиты на боевых постах
486 — ранены, 46 из них умерли после ранений
1070 человек умерли от голода и истощения
208 человек пропали без вести (это те, которых не удалось обнаружить под обвалившимися зданиями, и убитые прямым попаданием бомб и снарядов)
5 — погибли при проведении работ по разминированию
ВСЕГО: 2067 человек (две трети личного состава).
В истории пожарной охраны города Ленинграда навсегда остались многие имена пожарных: Сериков М. К., Кончаев Б. И., Тарвид Г. Г., Голубев С. Г., Кулаков Г. М., Данилов М. В., Мялло В. Я., Дехтерев В. В., Лукашевич Н. Г. и многие другие.

## Комсомольский полк противопожарной обороны
Согласно приказу начальника Управления Народного комиссариата внутренних дел (НКВД) СССР по Ленинградской области от 18 августа 1941 № 28, формируется комсомольский полк противопожарной обороны Ленинграда. В 15 ротах полка (из расчета по одной роте на каждый административный район города) служило 1600 человек: рабочая молодежь, студенты, служащие и даже школьники, в том числе 50 кадровых командиров пожарных команд, выделенных Управлением пожарной охраны. Личный состав полка находился на казарменном положении и подчинялся Управлению пожарной охраны НКВД Ленинграда. Командный состав Полка Управление пожарной охраны сформировало из опытных партийных и политических работников. Командиром полка был назначен полковой комиссар Сергей Степанович Воронов, заместитель начальника политотдела управления. Комиссаром стал Марк Михайлович Гитман — заведующий отделом горкома ВЛКСМ. Основными задачами Комсомольского полка являлись подготовка промышленных объектов, учреждений и жилых зданий к противопожарной обороне, борьба с пожарами, ликвидация последствий вражеских налетов и обстрелов. Подразделения полка охраняли здания Смольного, Эрмитажа, Таврического дворца, Библиотеки Академии наук, а также Дворцы культуры, театры, госпиталя, ряд важных промышленных предприятий города и другие объекты, в частности оборонного значения.
Юные бойцы Полка принимали непосредственное участие в строительстве оборонительных сооружений (амбразур, щелей), приводили в порядок бомбо- и газоубежища, ремонтировали лыжи для армии, заряжали бутылки горючей жидкостью и проводили другие нужные работы для защиты Ленинграда.
Комсомольцы вели огромную работу по противопожарной профилактике — проверяли жилые дома на предмет подготовки к противопожарной обороне, обрабатывали огнезащитной обмазкой (суперфосфатом) деревянные конструкции чердаков жилых домов и объектов, оборудовали чердаки домов необходимым запасом песка и воды для тушения «зажигалок». Кроме того, юные бойцы организовали и провели обучение 250 пожарных звеньев самозащиты и 130 противопожарных звеньев в домохозяйствах.
Первое «крещение огнём» полка произошло во время пожара на Бадаевских складах. Комсомольцы-пожарные с плечом к плечу с другими огнеборцами спасали продовольствие от огня.
В тяжелую блокадную зиму 1941—1942 годов бойцы полка принимали участие в различных работах по оказанию бытовой помощи ленинградцам: чистили дымоходы, очищали город ото льда и снега, порой разносили письма, разбирали деревянные дома на топливо для госпиталей и детских учреждений, помогали в обходах квартир бытовым отрядам, участвовали в работах по захоронению тел погибших. Было проверено 125 тысяч отопительных приборов. Из них 9967 пришлось разобрать.
Бывали случаи, когда комсомольцы приводили обессилевших ленинградцев к себе в Полк, выхаживали их; некоторым помогали на дому — убирали грязь, приносили воду, дрова, отоваривали карточки и приносили хлеб…
Один удар,
Другой удар.
— Квадрат четырнадцать.
— Пожар!
Горит Гостиный. В дым угарный,
Неотвратимый, словно долг,
Влетает противопожарный
Ударный Комсомольский полк!
(Михаил Дудин)
В 1943 году, несмотря на то, что Ленинград ещё не был освобожден от блокады и у его стен стоял враг, начались восстановительные работы. Городу жизненно необходимо было большое количество топлива, и Полк перебросили на лесозаготовки в тихвинские леса Ленинградской области.
6 августа 1943 года решением Ленгорисполкома и Горкома ВЛКСМ Комсомольский полк противопожарной обороны был расформирован. Личный состав передали Ленинградскому Леспромтресту для выполнения лесозаготовок, командный состав был направлен в распоряжение Управления пожарной охраны Ленинграда.
В отчетах Управления пожарной охраны Ленинграда зафиксировано, что 430 пожаров бойцы-комсомольцы ликвидировали самостоятельно (всего участвовали в тушении 2199 пожаров), ликвидировали порядка 5 тысяч зажигательных авиабомб, спасли материальных ценностей на сумму свыше 5 миллионов рублей. Но самое главное — из опасной зоны пожаров и обвалов юные бойцы эвакуировали 326 человек.
Во время работы на пожарах, при обстрелах и бомбежке очагов поражения погибло 12 бойцов Полка, 20 — были ранены, многие — умерли от голода. 284 человека, почти пятая часть личного состава, ушли на фронт и в партизаны.

## Награды
1. За образцовую подготовку противопожарной обороны города Ленинграда, за доблесть и мужество, проявленные личным составом пожарной охраны при ликвидации пожаров, Указом Президиума Верховного Совета СССР от 10 июля 1942 года городская пожарная охрана НКВД была награждена орденом Ленина[10]. Более тысячи пожарных награждены орденами и медалями[2].
2. В ноябре 1942 по итогам соревнования органов пожарной охраны НКВД СССР город Ленинград «вышел победителем» и был награждён грамотой и переходящим Красным Знаменем Главного управления пожарной охраны НКВД.
3. За образцовое выполнение заданий Правительства и проявленные при этом мужество и доблесть местная ПВО города Ленинграда 2 ноября 1944 года была награждена орденом Боевого Красного Знамени. Большая группа работников МПВО награждена орденами и медалями[2].